# Klaus Groß
Klaus Groß (auch: Klaus Gross) (* 1921; † 18. Februar 1971) war ein deutscher Sänger in der Stimmlage Bariton.

## Leben
Nach dem Zweiten Weltkrieg nahm Groß Ende 1945 Gesangsunterricht. 1948 erhielt er einen Dreijahresvertrag als Chorsänger bei den Städtischen Bühnen Magdeburg. Eine Solo-Karriere war für ihn zu diesem Zeitpunkt nicht möglich. Anschließend war er Mitglied des Kammerchores des NWDR in Köln. 
Ab 1950 arbeitete Groß solistisch und wechselte zur „Leichten Muse“, obwohl er eigentlich auf die klassische Musik ausgerichtet war. Bis 1955 soll er etwa 300 Titel aufgenommen haben. Größtenteils waren es Aufnahmen für den Rundfunk, zum kleineren Teil waren es Schallplattenaufnahmen. Ein Erfolgsschlager für ihn war: "Der Südwind, der weht", zusammen mit Maria Mucke, Lonny Kellner und Lucie Schulz, 1951.
Anfang der 1950er Jahre entstanden die Operetten-Funkaufnahmen „Karneval in Rom“ (Komponist: Johann Strauß) und „Liebe im Dreiklang“ (Komponist: Walter W. Goetze). Außerdem wirkte er in den beiden Spielfilmen „Drei Mädchen im Endspiel“ (1955) und „Meine Frau macht Musik“ (1957) mit.
Von 1954 bis 1969 nahm er, als Klaus Gross, zahlreiche Schlager in der DDR auf.